# Марципан
Марципан је кондиторски производ који се првенствено састоји од шећера, меда и бадемовог брашна (млевени бадеми), понекад допуњеног бадемовим уљем или екстрактом.
Често се од њега праве слаткиши; уобичајени су марципан преливен чоколадом и мале имитације воћа и поврћа од марципана. Може се користити и у кексима или ролован у танким листовима и глазиран на торте, првенствено рођенданске, свадбене и божићне торте. Ова употреба је посебно уобичајена у Великој Британији, на великим воћним колачима. Марципан паста се такође може користити као састојак при печењу, у воћним колачима. У неким земљама се обликује у мале фигуре животиња као традиционална посластица за Нову годину или Божић. Марципан се такође користи и у неким верзијама краљевске торте која се једе током сезоне карневала. Традиционална шведска принцеза торта је обично прекривена слојем марципана који је обојен бледо зеленом или ружичастом бојом.

## Око света

### Јужна Европа
У Шпанији је то традиционална божићна посластица (mazapán), иако се у Толеду, где се први писани производ помиње 1512. године, једе током целе године. У Италији, посебно у Палерму, марципан (marzapane) се често обликује и фарба бојама за храну нарочито током божићне сезоне и на Il Giorno dei Morti (Душни дан) 2. новембра. 9. и 10. мај су такође посебни дани за конзумирање марципана на Сицилији. У Португалији, где су колаче традиционално правиле монахиње, марципан (maçapão) се користи за прављење слаткиша у облику воћа; посебно у региону Алгарвеа, то је веома чест слаткиш. Постоје и други региони, као што је Толедо у Шпанији у којем се  марципан обликује у једноставне животињске облике, а понекад пуњен жуманцима и шећером. У Грчкој и на Кипру, марципан се прави у различитим облицима и величинама и скоро увек остаје бео. Нарочито на острвима Егејског мора, бели марципан се сматра свадбеном посластицом и служи се гостима на свадбеним гозбама. На Малти се марципан користи као пуњење у традиционалним малтешким ускршњим посластицама званим Фигола.

### Западна и Централна Европа
У Белгији и Холандији фигуре од марципана се дају као поклони Светог Николе. У Немачкој је уобичајено да се марципан даје у облику векне хлеба, Marzipanbrot, за време Божића или у облику малих кромпира (Marzipankartoffeln). Воћни колач може да садржи марципан, а често се појављује као састојак сезонских пецива и божићних колачића. Један традиционални новогодишњи поклон је познат као Glücksschwein („срећна свиња“). Моцарт кугле из Аустрије је чувени извозни производ направљен од куглица од марципана умочених у тамну чоколаду.
У Великој Британији, свечани воћни колачи су украшени слојем марзипана, посебно Божићни колач који је прекривен белим шећером у праху, а Ускршња воћна торта садржи слој марципана, још један слој краси врх и 12 сфера симболизују апостоле Христа. Марципан се лагано пече на роштиљу или тостира да би се обојио. Батенберг торта, која потиче из Енглеске, обложена је слојем марципана. У Женеви, традиционални део прославе L'Escalade је ритуално разбијање чоколадног котлића пуњеног поврћем од марципана, референца на савојску опсаду града коју је наводно покварила домаћица котлићем са кључалом супом.

### Северна Европа
У Данској, Шведској и Норвешкој уобичајено је да се грицкају свиње од марципана око Божића, марципан у облику јаја око Ускрса и Kransekage (торта торањ) у новогодишњој ноћи. Такође се користи у великом броју колача и слаткиша који нису везани за празнике,  и као састојак пуњења за данско пециво.
У кафеу Maiasmokk у Талину, Естонија, налази се мали музеј посвећен историји и производњи марципана.

### Средњи исток
У Сирији, марципан (познат као لوزینه лозина, lowzineh) или Marçabén (مرصبان) (арапска реч изведена од lawz = „бадем“) се ароматизира водом од поморанџе и обликује у руже и друго нежно цвеће пре него што се пече. Марципан се такође може направити од овсене каше или гриза. За Јевреје у Ирану, марципан је традиционална посластица за Пасху, која замењује кексе и колаче.

### Америка
У латиноамеричкој кухињи, марципан је познат по шпанској речи mazapán и такође се традиционално једе за Божић; иако се латиноамерички марципан углавном прави са кикирикијем уместо бадема као шпански марципан.

### Азија
У индијској држави Гоа, марципан (maçapão) је уведен из Португалије. Међутим, верзија Гоан користи индијски орах уместо бадема. Гоан марципан се користи за прављење ускршњих јаја. Такође се користи за прављење божићних слаткиша у различитим облицима попут воћа, цвећа, звезда итд. Слично, у граду Бомбају (Мумбај), Индијци из Источне Индије обликују свој марципан на бази индијског ораха или бадема у различите облике за Божић и у јаја, пилиће и шешире за Ускрс.
На Филипинима је марципан донет из Шпаније, mazapán de pili (шпански назив за "пили марципан") и прави се од пили орашастих плодова.

## Историја
Постоје две претпостављене линије порекла за марципан; они нису нужно контрадикторне и могу бити комплементарне, пошто је одувек било утицаја медитеранске трговине и кувања. Други извори тврде да је порекло марципана у Кини, одакле се рецепт преселио на Блиски исток, а затим у Европу кроз Ал Андалуз.

### Линија североисточног Медитерана
Иако се верује да је у источну Европу унет преко Турака (badem ezmesi на турском, а највише се производио у Једрену), постоји спор између Мађарске и Италије око његовог порекла. Марципан је постао специјалитет Ханза лучких градова. Посебно, градови Либек и Талин имају поносну традицију производње марципана. Примери укључују и марципан из Либека. Градски произвођачи попут Нидерегера и даље гарантују да њихов марципан садржи две трећине бадема по тежини, што резултира производом највишег квалитета. Историјски гледано, град Кенигсберг у источној Пруској (Калињинград у Русији) је такође био познат по својој производњи марципана. Кенигсбершки марципан остаје посебна врста марципана у Немачкој који је златно браон на својој површини, а понекад и са мармеладом у средини.

### Линија Иберијског полуострва
Друго могуће географско порекло су делови Шпаније који су били познати као Ал Андалуз. У Толеду (850-900, мада вероватно 1150. за време владавине Алфонса VII) овај специјалитет је био познат као Postre Regio (уместо Mazapán). У Књизи Хиљаду и једна ноћ помиње се и паста од бадема која се једе током Рамазана и као афродизијак. Mazapán је најпознатији десерт у Толеду, који се често прави за Божић. За ово, бадеми морају да чине најмање 50% укупне тежине, у складу са директивама регулаторног савета Мазапан де Толедо. Још једна идеја за подршку овој линији је важна традиција још једне шпанске божићне посластице на бази бадема, турона.
У САД, марципан није званично дефинисан, али се генерално прави са већим односом шећера и бадема него у пасти од бадема. Једна марка, на пример, има 28% бадема у марципану и 45% бадема у пасти од бадема. Међутим, у Шведској и Финској паста од бадема се односи на марципан који садржи 50% млевених бадема, много вишег квалитета од обичног марципана. У Немачкој, марципан из Либека је познат по свом квалитету. Садржи 66% бадема. Оригиналне ручно произведене Моцарт кугле направљене су од зеленог пистација марципана.

## Варијације
Персипан је сличан, али јефтинији производ, у коме су бадеми замењени коштицама кајсије или брескве. Многи кондиторски производи који се продају као марципан направљени су од јефтинијих материјала, као што су сојина паста и есенција бадема. Да би се контролисала и открила аутентичност марципана, методе ланчане реакције полимеразом могу разликовати бадеме од замена и превара у концентрацијама мањим од 1%. Немачки марципан се прави млевењем целих бадема са шећером и делимичним сушењем пасте, а француски марципан  се прави комбиновањем млевених бадема са шећерним сирупом. Неки марципани су ароматизовани ружином водицом. Шпански марципан се прави без горких бадема. У САД се горки бадеми не користе у марципану јер је увоз горких бадема у САД забрањен америчким законом, јер садрже супстанцу сродну цијаниду. Марципан без шећера се може направити заменом шећера као што је малтитол.

## Етимологија
Немачки назив је у великој мери избацио оригинални енглески назив marchpane „мартовски хлеб“. (Реч marchpane се јавља у Шекспировом Ромеу и Јулији, 1. чин, 5. сцена, 9. ред.) Marzapane је документовано раније на италијанском него на било ком другом језику. Порекло би могло бити од латинског израза "martius panis", што значи мартовски хлеб. Међутим, коначна етимологија је нејасна; на пример, италијанска реч потиче од латинских речи „Massa“ (сама од грчког Μαζα „Maza“) што значи пециво и „Pan“ што значи хлеб, ово се посебно може видети у провансалском massapan, португалском maçapão и старом шпанском mazapán, а „р“ се појавило касније. Међу осталим могућим етимологијама наведеним у Оксфордском речнику енглеског језика, једна теорија предлаже да реч „марципан” може бити искривљена од Мартабана, бурманског града познатог по својим теглама.
Шпанска краљевска академија сугерише да је идеја шпанске речи mazapán изведена из латиноарапског بسمة pičmáṭ, који је изведен из грчког παξαμαδιον.
Други извор би могао бити из арапског موثابان mawthābān "краљ који мирно седи". Арапски, латинизовано као matapanus, коришћен је за описивање венецијанског новчића који приказује Христа Краља на престолу. Ови новчићи су чувани у китњастим кутијама. Отприлике од петнаестог века, када новчићи више нису били у оптицају, кутије су постале украсне, за чување и послуживање луксузних слаткиша. Један такав луксуз који се увукао у кутију у шеснаестом веку је сада познати марципан са укусом бадема, назван (можда вероватно) по кутији у којој је био похрањен.
Међутим, ако марципан потиче из Персије, није мало вероватно да би име могло доћи од Марзбана (на перзијском: مرزبان, изведено од речи Марз مرز што значи „граница“ и суфикса - бан بان што значи чувар), класа маркгрофова или војних команданата задужених за пограничне провинције Сасанидског царства Персије (Иран) између 3. и 7. века.

## Производња
Да би се произвео марципан, сирови бадеми се чисте „просејавањем, сепарацијом ваздухом и другим електронским или механичким уређајима“, затим се потапају у воду са температуром испод тачке кључања на око пет минута, у процесу познатом као бланширање. Ово олабави кожицу бадема, која се уклања проласком бадема кроз ротирајуће цилиндре прекривене гумом. Затим се охладе, након чега се крупно исецкају и мељу, са до 35% шећера, у бадемово брашно.
Мешавина бадемовог брашна се пржи и охлади, након чега се додају сахароза (стони шећер) и евентуално везивно средство као што је скробни сируп или сорбитол. Затим се може обликовати у било који облик. Марципан мора бити смештен у херметички затвореној посуди како би се спречило стврдњавање и дехидратација. Треба га заштитити од директне светлости како би се спречило ужегло бадемово уље, резултат оксидације липида.

## Наука

### Молекулски састав
Арома и укус марципана могу се приписати бензалдехиду и цијановодонику, који оба потичу из реакције кондензације бензоина.

### Физичка структура
Марципан је емулзија која садржи четири фазе: чврсту фазу суспендованих честица укључујући бадеме и шећере, фазу суспендованог ваздушног џепа формираног од уграђеног ваздуха током мешања, водену фазу и липидну фазу из бадемовог уља. Фазе се могу одвојити када се оставе на дужи временски период. Стабилизују га фосфолипиди и триглицериди који се налазе у ћелијама бадема. Масне киселине које се налазе у бадемима укључују засићене , као што је стеаринска киселина и незасићене, као што је линолна киселина. Емулгатори се могу додати током производње да би се продужио рок трајања.
Мекоћа марципана је баланс између чврстих и течних компоненти. Требало би да има садржај влаге мањи од 10%.